# Изодросотерма
Изодросотерма (грч. isos - једнак, грч. drosos - роса и грч. therme - топлота) је линија која на географској карти спаја тачке са истим износом температуре росне тачке.